# Ann Darrow
Ann Darrow è il personaggio immaginario protagonista femminile di vari film incentrati su King Kong. Nel film originale del 1933 è interpretata da Fay Wray, nel remake del 2005 da Naomi Watts; nel remake del 1976 il personaggio con il medesimo ruolo prende il nome di Dwan ed è interpretato da Jessica Lange. Nel film di animazione Mighty Kong - L'invincibile King Kong del 1998 ha la voce di Jodi Benson. Ann Darrow appare nelle storie a fumetti originali ma non in altre produzioni cinematografiche o televisive su King Kong.

## Biografia del personaggio

### King Kong(1933)

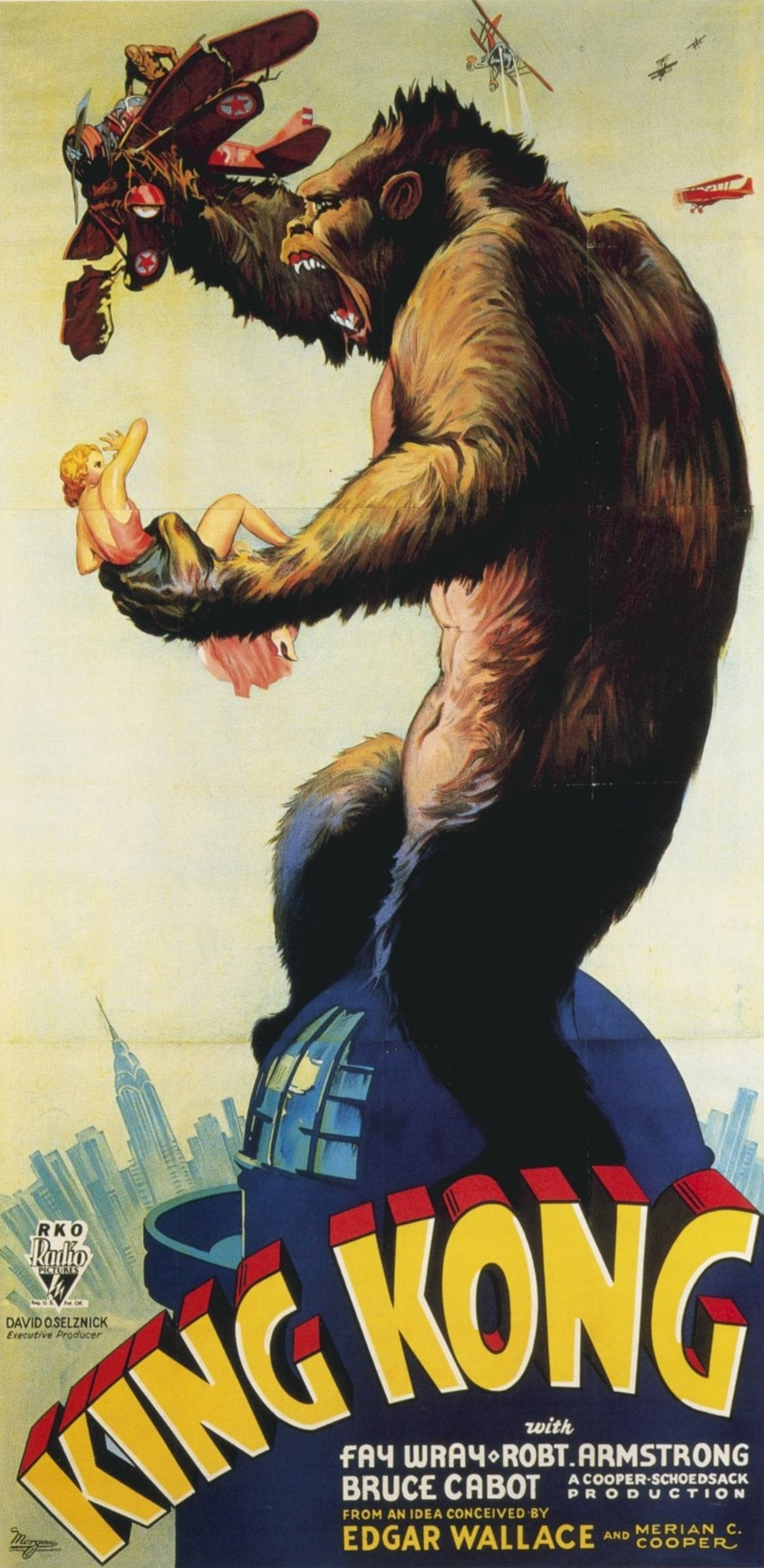
Nella locandina del film, Ann Sta in mano a King Kong sull'Empire State Building.

Nel film del 1933, Ann è una donna disoccupata senzatetto vittima della Grande depressione a New York. Appare nel film mentre per la fame cerca di rubare una mela, ma, notata dal fruttivendolo, viene salvata dal grande regista Carl Denham che, vista la bellezza della donna, le offre il ruolo da protagonista nel suo film. Ann accetta e viene accompagnata a bordo del piroscafo S.S Venture, dove si innamora di Jack Driscoll, un primo ufficiale della nave, che inizialmente mostra disprezzo verso di lei ed ostenta misoginia, ma successivamente contraccambia i suoi sentimenti. Una volta arrivati all'isola del teschio, la ciurma si trova davanti ad una cerimonia dei nativi, che stanno offrendo una giovane ragazza alla loro divinità, Kong. Quando il capo degli indigeni nota Ann, che ha i capelli biondi, chiede a Denham di poterla barattare con sei donne della loro tribù. Denham rifiuta e la ciurma si rifugia sulla nave, ma durante la notte, Ann viene catturata dai nativi e offerta in sacrificio a Kong.
Nonostante la paura di Ann, Kong si innamora di lei e la risparmia: lo scimmione la porta con sé nella sua caverna situata in cima al monte a forma di teschio. Jack Driscoll, assieme a Carl Dhenam e gli altri marinai della nave partono alla ricerca della donna, dopo un lungo viaggio (durante il quale vengono assaliti da uno stegosauro e un brontosauro presentato come carnivoro), la meta è raggiunta. Kong uccide 12 uomini della ciurma scaraventadoli giù da un tronco, ma Driscoll riesce comunque a soccorrere Ann, (che nel frattempo è stata a sua volta salvata da Kong che ha ucciso un tirannosauro, un elasmosaurus serpentiforme ed uno pteranodonte che volevano divorarla). Quando Kong si rendende conto che è sparita inizia a inseguire i due distruggendo ogni cosa davanti a sé, persino il grande portone e il villaggio dei nativi, qui però, Carl Denham, con dei potenti Allucinogeni, cattura il gigante.
Poco tempo dopo, Kong viene portato in America, e presentato a New York sotto forma di "Ottava meraviglia del mondo", Ann, sempre più terrorizzata dall'enorme creatura, viene accompagnata sul palco dove viene circondata da fotografi, Kong, credendo che la stiano assalendo, distrugge le catene che lo bloccano e inizia a vagare per New York distruggendo edifici, auto e una sopraelevata della metropolitana. Inizia poi a cercare Ann frugando con le mani nei condomini, ma, aver esaminato (e scaraventato già un palazzo) un'altra donna, trova Ann e la porta sulla cima dell'Empire State Building dove combatte con gli aeroplani, anche se questi alla fine hanno la meglio e lo scimmione viene ucciso; prima di morire e precipitare sulla strada sottostante, Kong adagia Ann su un cornicione del grattacielo e l'accarezza.

### King Kong(1976)
Qui il suo nome è Dwan, e il personaggio non appare all'inizio. Ha i capelli biondi e gli occhi marroni, rispetto all'originale Ann Darrow. È schietta, ingenua, loquace, eccitabile, melodrammatica, romantica, svampita, ambiziosa e innocente. Mantiene il suo status di damigella in pericolo e, sebbene sia stata critica come una sciocca, viene ritratta come più proattiva e assertiva della precedente Ann Darrow. Rispetto alla sua controparte del 1933, Dwan, sebbene inizialmente terrorizzata, Dwan strinse gradualmente un legame con Kong quando dimostrò il suo lato più tenero. Inoltre, intreccia un rapporto romantico con il paleontologo Jack Trescott. Le sue origini prima del film erano sconosciute, tranne per il fatto che i suoi genitori la chiamavano Dwan per darle un tocco di unicità.
È un'aspirante modella/attrice che è stata inviata sullo yacht di un regista, che stava navigando nell'Oceano Indiano alla ricerca di una location per le riprese e aveva organizzato una festa a bordo. Per ragioni ignote, lo yacht esplose e affondò, uccidendo tutti a bordo tranne Dwan, che riuscì a raggiungere un canotto di salvataggio. Andò alla deriva e finì per essere salvata dalla nave mercantile Petrox Explorer, inizialmente priva di sensi. Poco dopo, una volta svegliata, la donna racconta la sua avventura e si unisce all'equipaggio della nave, diretta verso la leggendaria e inesplorata Isola del Teschio, in cerca di petrolio.
Sulla terraferma, verrà rapita dagli indigeni che cercano di farla sacrificare, offrendola in sposa alla loro temuta divinità Kong, a causa dei suoi capelli biondi e della sua bellezza. Quando viene catturata, prova risentimento nei confronti di Kong e cercò di sfuggirgli in ogni occasione, anche se ogni tentativo si dimostra invano. Ma Kong è affascinato dalle capacità di monologo di Dwan e inizia a provare più simpatia per lei. Quando cade accidentalmente nel fango, Kong la portò a lavarsi alle cascata e le soffiò addosso per asciugarla più velocemente. A questo punto, Dwan non vede più Kong come una minaccia, provando simpatia per lui, e Kong decide di assicurarsi che non le accada nulla di male. Dopo aver ucciso quattro membri della squadra di soccorso, riporta Dwan nella sua tana, dove si rese conto che Kong prova attrazione maschile per lei. Sbalordita, trovò a malapena la forza di rifiutare quando Kong si preparò a spogliarla. Tuttavia, quando la salvò da un serpente gigantesco, riconobbe che Kong era anche coraggioso e protettivo nei suoi confronti. Dwan viene salvata da Jack e Kong li insegue, ma quest'ultimo cade in una trappola realizzata proprio per catturarlo, e Dwan dimostrò di preoccuparsi ancora del suo benessere. La bestia viene portata a New York, dove fugge e rapisce Dwan per portarla sulle Torri Gemelle, ma qui degli elicotteri d'attacco lo uccidono davanti a Dwan, che si rattrista per l'accaduto. Mentre folle di giornalisti e spettatori si radunavano attorno a Kong, Dwan gli si avvicinò e lo guardò con le lacrime agli occhi proprio mentre il suo cuore smetteva di battere.

### King Kong(2005)
In questo film, il personaggio di Ann Darrow è più dettagliato, lavora come attrice in un piccolo teatro di New York, ma poco dopo, per via della grande depressione, perde il lavoro assieme a dei suoi amici, non sapendo cosa fare, la donna domanda lavoro ad un suo conoscente benestante, ma l'uomo le risponde che non può fare nulla per lei e le consiglia di lavorare in un bordello per la sua bellezza, la ragazza ci pensa ma subito dopo cambia idea, passa davanti a un fruttivendolo e nota che il proprietario è distratto, disperata, Ann ruba una mela, ma viene scoperta. Carl Denham nota la scena e, notata la bellezza della ragazza, trova una scusa per liberarla dai guai, dopo l'uomo accompagna Ann in un ristorante dove la invita a diventare la protagonista del suo film, anche qui, la donna rifiuta, ma cambia subito idea quando gli viene detto che lavorerà con Jack Driscoll, uno scrittore famoso.
Ann accetta e sale a bordo della Venture, dopo giorni di navigazione la nave arriva all'isola del teschio, un gruppo di persone, tra cui Ann, Jack e Carl approda con una barca sulle coste dell'isola dove verranno assaliti dai nativi, il gruppo fugge e ritorna sulla nave, ma qui Ann viene rapita e offerta in sacrificio a Kong, il dio dei nativi. La bestia la prende fra le sue mani e la porta via ma Ann riesce a sfruttare la sua collana di ossa affilate per liberarsi e fuggire via, ma Kong la cattura di nuovo, Ann sviene e si risveglia il mattino seguente accanto allo scimmione, la donna sfrutta i suoi numeri da cabarettista per intrattenere Kong e fuggire.
Più tardi incontra un Vastatosaurus rex (un mostruoso discendente del Tyrannosaurus rex) che cercherà di mangiarla ma verrà salvata da Kong, col tempo fra i due nasce un breve rapporto d'amore che terminerà quando Ann verrà salvata da Jack, Kong, infuriato li raggiunge sulle coste dell'isola dove viene catturato e stordito da Carl Denham, che lo porterà a New York per presentarlo davanti al mondo, mentre Ann, tornata anche lei, trova lavoro come ballerina, durante uno spettacolo la donna dovrà lasciare il palco per tornare da Kong, che, fuggito dal teatro, la cerca disperatamente. Finalmente i due si incontrano e Kong si arrampica sul grattacielo più grande di New York: L'Empire State Building, qui la bestia verrà uccisa dagli aeroplani ma prima di morire lascia Ann sulla terrazza del grattacielo, dopo Jack la raggiungerà per consolarla e condividere il suo amore con lei.